# گمینا کژژانوو
گمینا کژژانوو (به لهستانی:  Gmina Krzyżanów) یک گمینا در لهستان است که در شهرستان کوتنو واقع شده‌است. گمینا کژژانوو ۱۰۲٫۹۸ کیلومتر مربع مساحت و ۴٬۴۶۸ نفر جمعیت دارد.